# رائول کاسترو
رائول مودستو کاسترو روز (اسپانیایی: Raúl Modesto Castro Ruz‎, تلفظ اسپانیایی: [raˈul moˈðesto ˈkastɾo ˈrus]؛ (زادهٔ ۳ ژوئن ۱۹۳۱ در بیرن) سیاستمدار و انقلابی کوبایی است که دبیر اول حزب کمونیست کوبا و در بین سال‌های ۲۰۰۸ و ٢٠١٨ رئیس‌جمهور کوبا بود. رائول برادر جوان‌تر فیدل کاسترو است.
هشتمین کنگره حزب کمونیست کوبا در ۱۶ آوریل ۲۰۲۱ برگزار شد. رائول کاسترو طی این کنگره استعفای خود را به عنوان دبیر اول حزب کمونیست کوبا اعلام کرد. در رای‌گیری که در ۱۹ آوریل ۲۰۲۱ برگزار گردید، میگل دایاز-کانل جانشین وی شد.

## آغاز زندگی
رائول کاسترو در ۳ ژوئن ۱۹۳۱ در بیرن در شرق کوبا زاده شد. پدر او یک مهاجر اسپانیایی و مادرش یک کوبایی زاده کانادا بود. پدر فیدل و رائول مزرعه‌دار موفقی در تولید نیشکر بود. او در هاوانا بزرگ شد و در مدرسه‌ای مبتنی بر آموزه‌های انجمن عیسوی درس خواند. رائول کاسترو دانش‌آموخته رشته اقتصاد در دانشگاه هاوانا است.

## مبارزه چریکی
رائول کاسترو یکی از طراحان اصلی حمله به پادگان مونکادا در سانتیاگو د کوبا در سال ۱۹۵۳ بود. او و فیدل کاسترو می‌خواستند با این حمله، حکومت فولخنثیو باتیستا ثالدیوار را سرنگون کنند. اما این حمله، ناکام بود و او بازداشت و به ۱۳ سال زندان محکوم شد. اما در سال ۱۹۵۵ عفو و به جای زندان به مکزیک تبعید شد. رائول کاسترو در مکزیک با ارنستو چه گوارا آشنا شد و او را به برادر خود، فیدل معرفی کرد. رائول کاسترو در دسامبر ۱۹۵۶ سوار بر کشتی «گرانما» به همراه گروهی از یاران تبعیدی فیدل کاسترو به نام جنبش ۲۶ ژوئیه، به کوبا برگشت.

## سیاست

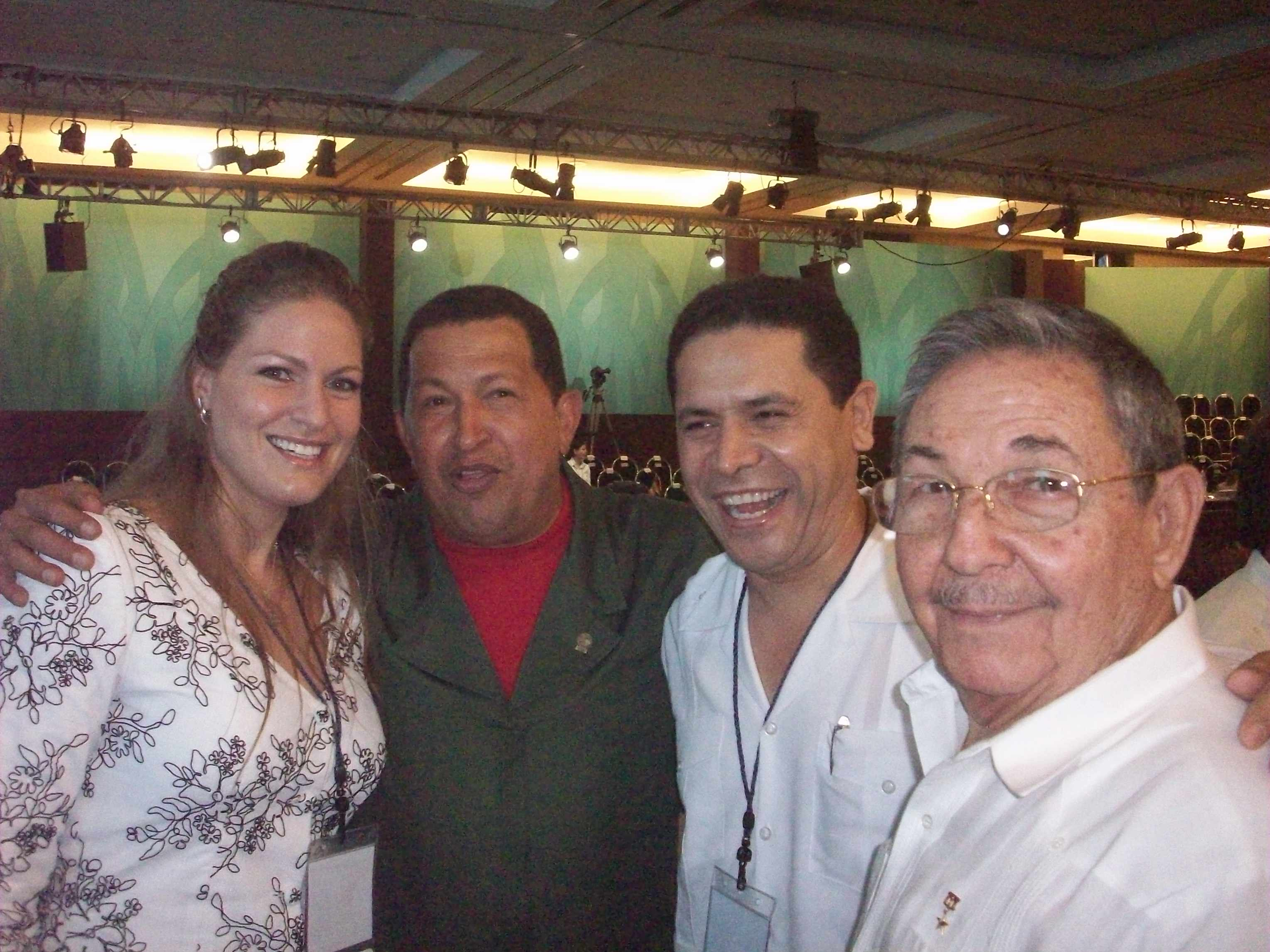
رائول مودستو کاسترو روز

رائول کاسترو از ۱۹۶۵ تا ۲۰۱۱ دبیر دوم کمیته مرکزی حزب کمونیست کوبا بوده‌است. او همچنین نخستین نایب رئیس شورای دولت و وزرا و از ۱۹۵۹ تا ۲۰۰۸ وزیر نیروهای مسلح انقلابی بوده‌است.
رائول کاسترو در ۲۹ فوریه ۲۰۰۸ پنج روز بعد از انتصاب بعنوان رئیس‌جمهوری کوبا چندین قرار داد حقوق بشر را امضاء کرد.
رائول کاسترو در ۱۶ آوریل ۲۰۲۱ از دبیری حزب کمونیست کوبا کنار رفت. او با اینکار، همه سمت‌های خود در سیاست را کنار گذاشت.
در دوره ریاست‌جمهوری رائول کاسترو روابط آمریکا و کوبا بهبود چشمگیری یافت.